# Hudovernik
Hudovernik je priimek v Sloveniji, ki ga je po podatkih Statističnega urada Republike Slovenije na dan 1. januarja 2010 uporabljalo 156 oseb.

## Znani nosilci priimka
- Aleksander Hudovernik (1861—1931), pravnik, publicist, pravni zgodovinar in etnolog, prevajalec
- Cecilija (Antonija) Hudovernik (1865—1938), šolska sestra, organistka, klavirska in orgelska pedagoginja
- Eleonora Hudovernik (1863—1945), učiteljica, ravnateljica, cerkvena glasbenica in skladateljica
- Lud(o)vik Hudovernik (1859—1901), cerkveni glasbenik in skladatelj
- Primož Hudovernik (1811—1889), podjetnik, gospodarstvenik